# Глибоке (Миколаївський район)
Глибоке (народна назва  — Линдики)  — село в Україні, у Коблівській сільській громаді Миколаївського району Миколаївської області. Населення становить 1 особа (2021).

## Населення

### Мова
Розподіл населення за рідною мовою за даними перепису 2001 року:
| Мова       | Кількість | Відсоток |
| ---------- | --------- | -------- |
| українська | 8         | 100%     |